# Graham Wiggins
Graham Wiggins (* 1962 in New York; † 2016) war ein US-amerikanischer Musiker und Komponist. Er spielte Didgeridoo, Keyboard, Melodica, Sampler und verschiedene Perkussionsinstrumente, die er in der Band Dr. Didg einsetzte. Er war PhD in Physik am St Cross College der Universität Oxford, wo er auch seinen Spitznamen erhielt, als er im Laborgebäude Didgeridoospielen übte.
Der von ihm praktizierte perkussive Didgeridoo-Stil beeinflusste viele Didgeridoo-Spieler der 1990er Jahre.

## Biografie
Wiggins wurde in New York City als Sohn britischer Eltern geboren und wuchs auch dort auf. Obwohl seine ersten Musikinstrumente Klavier und Horn waren, brachte er sich das Didgeridoospielen selbst bei, nachdem er im Rahmen eines Weltmusik-Konzertes in Boston eine Vorführung auf einem Papprohr gesehen hatte.
Er graduierte 1985 an der Boston University und zog für Aufbaustudien nach Oxford.
Hier trat er, um sich zum Erwerb des Doktortitels Geld zu verdienen, als Straßenmusiker auf. 1988 gründete er mit dem Gitarristen Martin Cradick die Band Outback, die australische Klänge mit moderner Musik verband.
Bevor er mit seiner Promotion abschloss, hatte er bereits einen Plattenvertrag.
Nach der Auflösung der Gruppe verbrachte er 1992 mehrere Monate in Arnhemland in Australien, wo er in der Aborigine-Gemeinde bei Galiwinku auf Elcho Island (einer der Wessel-Inseln) lebte und die fortgeschrittenen traditionellen Spieltechniken der Gegend studierte. Mit Ausnahme einiger weniger Stücke wie Brolga basieren seine Kompositionen jedoch nicht auf traditionell australischen Strukturen, sondern nutzen die perkussiven, rhythmischen und melodischen Potentiale des Didgeridoo.
1993 gründete Wiggins die Gruppe Dr. Didg. 1994 begann er, mit Live-Sampling und Loops zu experimentieren, was zur Grundlage des Dr. Didg-Albums Out Of The Woods wurde.
Nach 15 Jahren in Oxford zog Wiggins im Frühjahr 2000 wieder nach Boston.

## Entwicklungen
1983 entwickelte Wiggins eine stimmbare Version des Didgeridoo nach Art eines Klappeninstrumentes. Nach verschiedenen Prototypen aus Pappe stellte er 1990 aus Hartholz und Messing die von ihm später verwendete Version mit acht Klappen her, die es möglich macht, neun verschiedene Töne zu spielen. Dieses Instrument wurde erstmals im Britischen Fernsehen in der Sendung Tomorrows World vorgestellt und kam auf verschiedenen Dr.Didg-Titeln zum Einsatz, so in SubAqua auf der CD Dust Devils und  SunTan auf der CD Out Of The Woods.

## Diskografie
- Outback: Outback, 1990
- Outback: Dance The Devil Away, 1991
- Dr. Didg: Out Of The Woods, 1993
- Dr. Didg: Serotonality, 1998
- Dr. Didg: Live Jams, 1999
- Dr. Didg: Assorted, 2000
- Graham Wiggins: Echoes Of The Past, 2000
- Dr. Didg: Live Jams 2000 (2001)
- Dr Didg: Dust Devils, 2002
- Dr. Didg: This is your Brain, 2003